# Pointe Denis

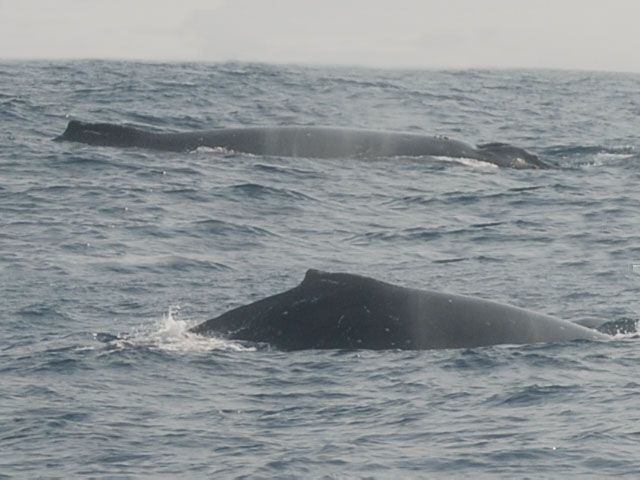
Dvojice velryb poblíž Point Denis

Pointe Denis je poloostrov v Gabonu u ústí řeky Gabon do Atlantského oceánu rozkládající se jižně od hlavního města Libreville. Na severním cípu poloostrova se nachází stejnojmenné turistické a rekreační středisko. Jméno Denis pochází od místního krále narozeného v roce 1780.

## Příroda
Jižně od střediska se nacházejí přírodní rezervace Pongara a park v La Nyonié. Jde o řídce obydlené území s velmi zachovanou přírodou, která je lákadlem pro turisty. Tento poloostrov slouží jako hnízdiště kožatek velkých, ročně je zde spočítáno až 2000 jejich vajec. Dále je zde možné vidět například keporkaky, delfíny či hrochy.